# رونالد روسو
رونالد روسو هو رياضياتي بلجيكي، ولد في 14 أغسطس 1949 في أنتويرب في بلجيكا.

## وصلات خارجية
- الموقع الرسمي